# Alicja Krawczykówna
Alicja Krawczykówna (ur. 19 sierpnia 1938) – polska aktorka teatralna, dubbingowa i filmowa. Znana z dubbingu Cziki w pierwszej wersji dubbingu 101 dalmatyńczyków.
W 1959 ukończyła studia na Wydziale Aktorskim w PWSTiF w Łodzi. W latach 1959–1993 występowała na deskach Teatru im. Stefana Jaracza w Łodzi.

## Filmografia
- 1978: Rodzina Połanieckich – służąca Chwastowskiej
- 1981: Był jazz – kobieta z LPZ
- 1983: Marynia – służąca Chwastowskiej
- 1996: Słodko gorzki
- 2003: Sprawa na dziś – Jadwiga Jerzmanowska, żona wójta Zdziechowa

## Dubbing
- 1958: Mam 16 lat
- 1961: 101 dalmatyńczyków – Czika
- 1990: Niezwykłe przygody pluszowych misiów

## Odznaczenia[1]
- Odznaka 1000-lecia Państwa Polskiego (1966)
- Honorowa Odznaka Miasta Łodzi (1969)
- Odznaka „Zasłużony Działacz Kultury” (1979)
- Srebrny Krzyż Zasługi (1986)